# Csécsi János (tanár, 1650–1708)
Csécsi János (Tsétsi János) (Abaújszakaly, 1650. január 4. – Hegyalja, 1708. május 14.) sárospataki református tanár, költő.

## Élete és munkássága
Szegény sorsú szülőktől származott; alig hároméves korában édesanyjával együtt törökök fogságába esett, akik őt Egerbe hurcolták, ahonnan csak 1655-ben száztíz tallér váltságon szabadult meg, mely összeget nagyrészt Kormos Ferenc tette le, a hátralékot pedig 1656-ban mint fogoly vasban koldulta össze apja vezetése alatt. Birtokukat felprédáltatták, ekkor 1657-ben jótevőjükhöz Kormos Ferenchez Csécsre vonultak; itt nyerte első oktatását, azért vette föl a Csécsi nevet. 1660-ban visszatért a család Szakalyra; előbb Nagyidán, később Szepsiben tanult. 1664-ben a sárospataki felsőbb tanulók (tógátusok) sorába íratott be; de nem lévén módja ruházatot szerezni, a híres kassai iskolába ment át és nagy szorgalommal vetette magát a hit- és természettanra, metafizikára, etikára, görög nyelvre és logikára és a két utóbbi tudományból helyettessé lett, sőt a teológiában is vezette tanulótársait és több osztályban egymásután köztanító volt. 1673-ban (amint fia írja róla) súlyos beteg lévén, undort kapott a víztől és ettől kezdve 1701-ig soha egy csepp vizet sem ivott. A kassai iskolát 1674-ben kizavarták helyéből, tanártársaival együtt Debrecenbe vándorolt, honnan Gyulafehérvárra költözött és besorozák a pataki-fehérvári diákok közé, mintegy öt évig tanította a teológiát és héber nyelvet. 1678-ban szalontai Tholdi Miklós fiai mellett nevelő volt. 1679-ben senior lett és tanította a természettant, metafizikát. 1680 januárjában elhagyta Erdélyt és a tállyai iskolának igazgatója lett. Két évet töltvén itt és jutalmát harminc hordó bort eladta, az árával 900 forinttal 1682. április 27-én akadémiákra indult Lengyelország felé és áthajózván a Balti-tengeren, az utrechti akadémiának hallgatója lett; itten három évet szentelt a hittan, filológia és bölcselet tanulására. 1684-ben Misztótfalusi Kis Miklós a Bibliát újra akarta nyomatni Amszterdamban, Csécsi mint jó görög és hébertudású, tanulótársával Kaposi Juhász Sámuellel együtt vállalta el a javítást. 1685-ben jött vissza hazájába, Tállyára s a következő év február 9-én sárospataki tanárnak helyezték be és beköszöntő beszédét február 11-én mondotta el; ezentúl mint tanár és igazgató maga vitte az iskola dolgait; hallgatói mintegy harmincan lehettek; ő volt Sárospatakon az 58. tanár, tanított amit lehetett, mindent. Az iskola 1687-ben megháboríttatván, a tanulók egy része Gyulafehérvárnak vette útját, Csécsi pedig a megmaradtakkal július 12-én Göncön telepedett le. Itt sem maradhattak sokáig, nyolc év múlva 1695. május 20-án az igazgatóság tanácsából Kassára vette magát az iskola és vezére, Csécsi. Innen sok küzdelem után 1705. május 14-én tért vissza Sárospatakra az iskola. Még ez évben küldték követül a Zemplén megyei református egyházak részéről a szécsényi országgyűlésre. Utazását versekbe foglalta. 1706. június 4-én lakházába ütött a villám, őt földre terítette; október 16-án pedig a Kassát megszálló seregből portyázó katonák vetődtek a Hegyaljára, Csécsi az egész városi néppel és a tanulókkal együtt a hegyek közé menekült és tíz napig ott bujdosott.
1708-ban megjelent magyar nyelvtanában a magyart a keleti nyelvek közé sorolta, és ott is leginkább a héberrel mutatta ki a rokonságot a szavak és a nyelvtani szerkezet egyezései alapján.

## Munkái
- Observationes Orthographico-Grammaticae, De recta Hungarice Scribendi et Loquendi ratione. Post obitum Auctoris editae a Johanne Tsetsi Fil. Leutschoviae, 1708. (Páriz Pápai Ferencz Dictionariuma végén. Ujabb kiadása, Szeben, 1767.)
- Resolutio ad propositionem Christophori a Roxas, episcopi neostadiensis unionem ecclesiarum romano-cath. et protestantium urgentis. (E munkát a gönczi egyház nevében, úgy látszik Némethy György odavaló pappal együtt készítette 1692-ben. Lampe, Historia Eccles. jelent meg.)
- Notationes de factis scholae S.-Patakinae. (Szintén Lampenál.)
- Kéziratban: Natales collegii Saáros Patakiensis quam ex connotatione clarissimi ac doctiss. dni Johannis Tsétsi J. F. deprompsit Andreas Balogh ejusdem J. U. Collegii civis togatus o 1775 Die 28 9-bris. (az Országos Széchényi Könyvtár kézirattárában);
- Acta conventus Szecseniani; Elucidatio compendii logici Mich. Buzinkai per Joh. Csécsi 1706. Némely dolgozatai összefolytak vagy kiegészültek az ifj. Csécsiéivel. (Eredeti kéziratai a sárospataki collegiumban őriztetnek.)
- Folyamodása a sárospataki iskola ügyében Apafi Mihály fejedelemhez, Sáros-Patak 1687. júl. 7. az Erdélyi Protestans Közlönyben (1879. 22. sz.)

A Biblia új kiadása körül is érdemes munkásságot fejtett ki; átnézte Debreczeni Ember Pál magyar ref. egyháztörténetét 1707-ben; átvette Páriz Pápaitól a Lexicon kéziratát, megvizsgálta s javította; azután Brewer János lőcsei könyvnyomtatóval szerződött és a felügyelést vitte, a míg ereje engedte.